# 佐洛塔亚湾
佐洛塔亚湾（俄语：Бухта Золотая）是滨海边疆区捷尔涅伊区的海湾，伸入陆地0.9公里，入口宽3.73公里，面积1.87平方公里，深达12炏，岸长4.4公里，集水面积254平方公里。佐洛托伊角在附近，最近的定居点是10公里外的萨马尔加。